# Coroa da glande
A coroa da glande peniana se refere à circunferência da base da glande peniana em machos humanos, que forma uma borda saliente arredondada, pendendo sobre um sulco retro glandular profundo, atrás do qual está o colo do pênis. A coroa separa a extremidade do pênis, formada pela glande, do resto do corpo, no cérvix do pênis que se pendura pela coroa.
É o local onde alguns machos podem desenvolver Hirsuties papillaris genitalis, ou "Pápulas peroladas", uma condição comum e inofensiva.

## Galeria

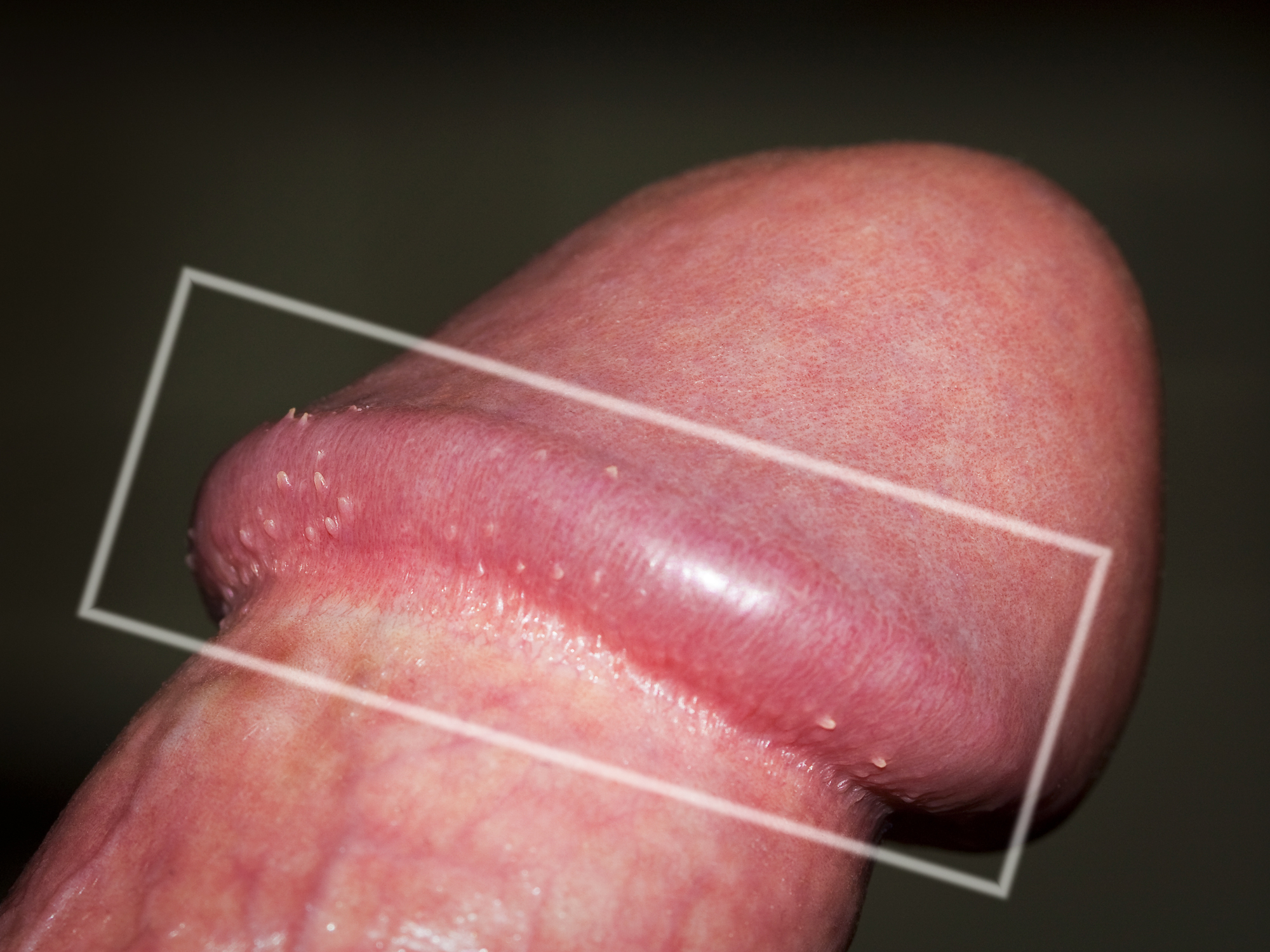
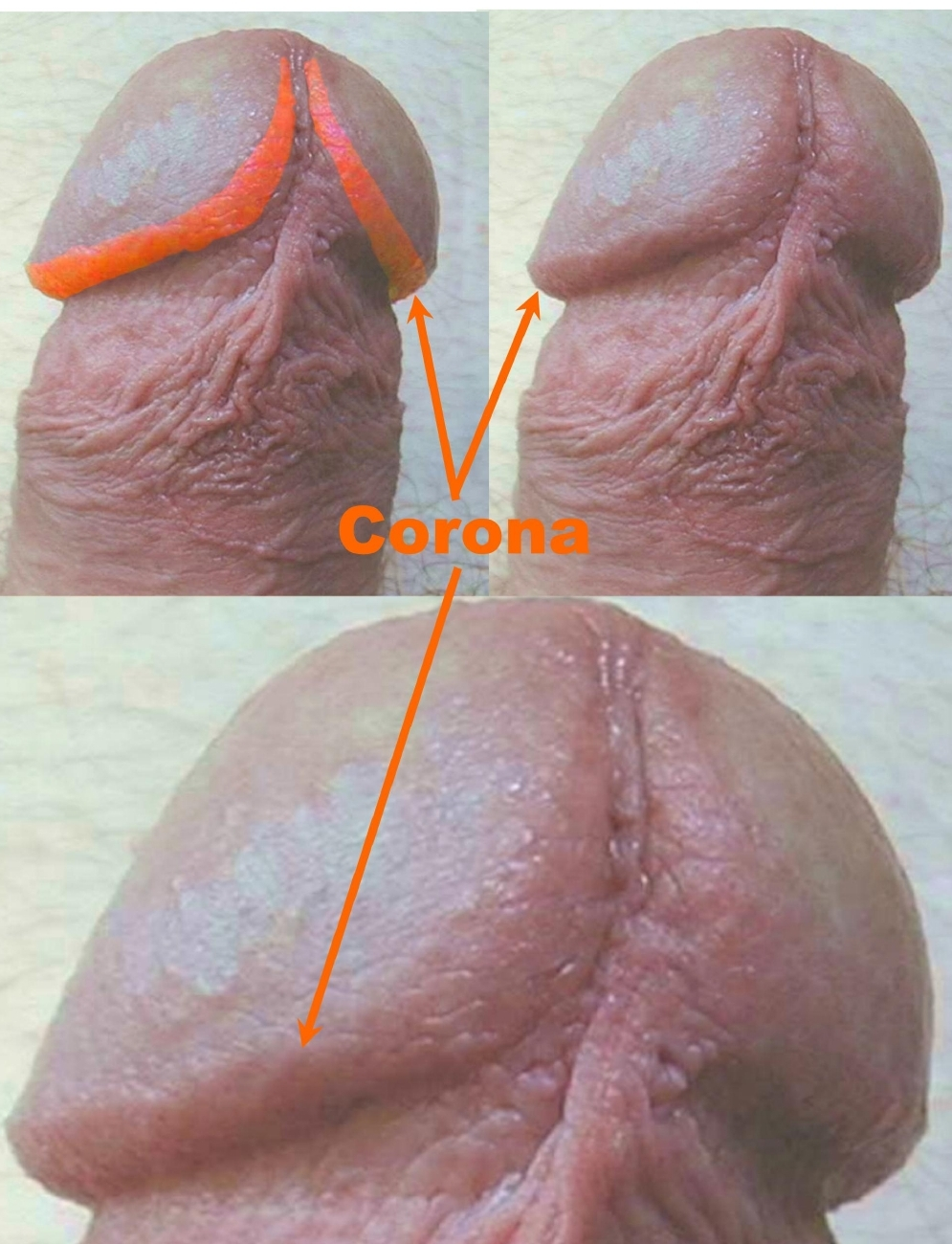
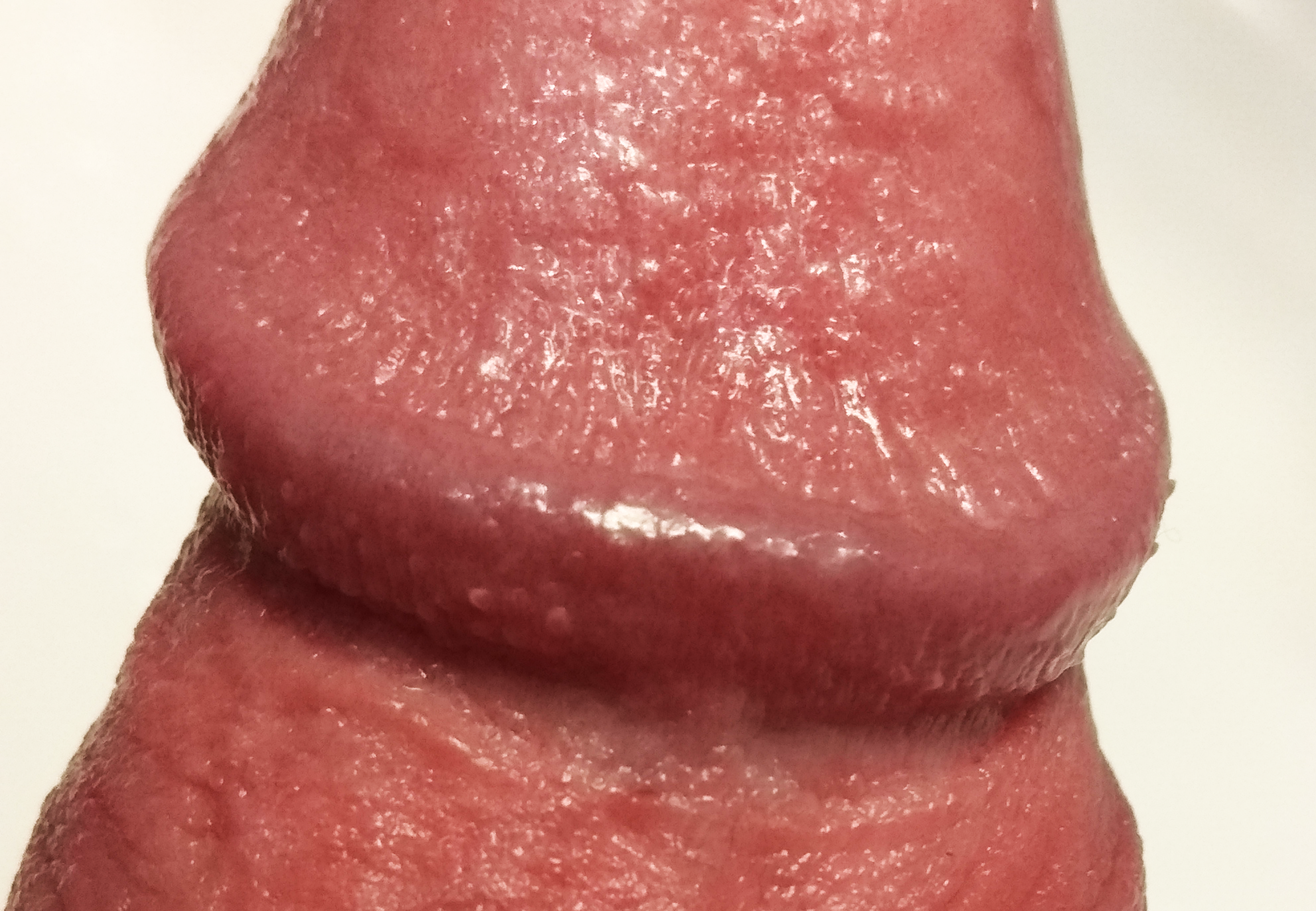
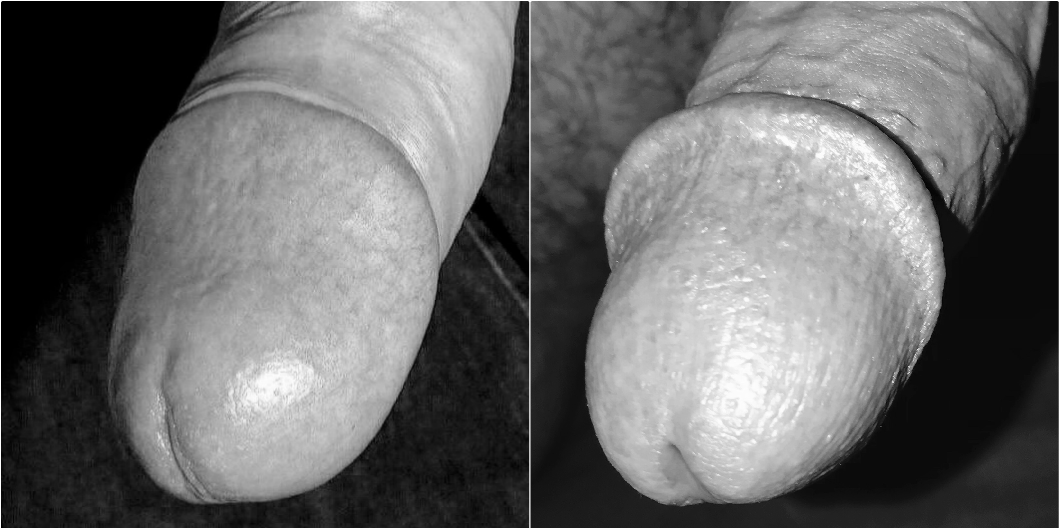